# 哈里·马丁松
哈里·埃德蒙·马丁松（1904年5月6日—1978年2月11日），瑞典作家、诗人，1949年获选成为瑞典学院成员的第15席，1974年与艾温德·约翰松共同获得诺贝尔文学奖。
1978年2月11日，馬丁松在卡羅林大學醫院以剪刀剖腹自殺。

## 主要作品
- 詩集
  - 《現代抒情詩集─詞華集》
  - 《流浪者》
  - 《信風》
- 小說
  - 《麻花開時》
  - 《外出遊歷》
  - 《道路》

## 作品在台灣的出版
- 諾貝爾文學獎全集編譯委員會/編，《伊凡‧強生/馬汀生/蒙大來》，台北市：九華出版：環華發行。

## 作品在中國的出版
- 北島/編譯，《北歐現代詩選》，河北教育出版社，2004年。
- 萬之譯，《阿尼阿拉號》，上海人民出版社，2012年。
- 萬之譯，《蕁麻開花》，譯林出版社，2016年。